# Jerzy Truszkowski
Jerzy Truszkowski (ur. 1961 r. w Warszawie) – polski performer, akcjoner, malarz, twórca instalacji, fotografii, filmów i wideo. Publikuje teksty z zakresu teorii, historii i krytyki sztuki. Znany również pod pseudonimem Max Hexer.
Jego działania wiązane są z kategorią i nurtem sztuki krytycznej.

## Życiorys
Po maturze zdanej w 1979 roku był pracownikiem fizycznym zaplecza gospodarczego w szpitalu w Warszawie. Od 1980 roku studiował w Instytucie Wychowania Artystycznego Uniwersytetu Marii Curie-Skłodowskiej w Lublinie (dyplom w Pracowni Druku Płaskiego w 1986 r.). Słuchacz wykładów historii filozofii oraz logiki formalnej i uczestnik ćwiczeń z logiki na Wydziale Filozofii Katolickiego Uniwersytetu Lubelskiego (1980–1981). Od 1983 r. związany był z programem Galerii Labirynt BWA w Lublinie oraz ruchem Kultura Zrzuty w prywatnej alternatywnej galerii Strych w Łodzi (1983–1986). W 1983 i 1985 r. uczestniczył w prywatnych spotkaniach artystów w Teofilowie. Na Strychu w Łodzi w 1984 r. Truszkowski miał drugą indywidualną wystawę Nihilizm Intelektu (miesiąc później przeniesioną do Galerii Dziekanka w Warszawie), na otwarciu której wykonał Nihilistyczny Performance Anty-Nihilistyczny. W latach 1983–1986 był współtwórcą niezależnego pisma Tango oraz periodyku Halo Halo Jacka Kryszkowskiego (obydwa wydawane jako zbiór autorskich prac na prawach maszynopisu). Był jednym z prekursorów sztuki krytycznej i politycznej w Polsce. W 1987 r. odbył roczną służbę wojskową we Wrocławiu i Czerwonym Borze.
Czterokrotny stypendysta Ministra Kultury i Dziedzictwa Narodowego. 

## Kariera artystyczna
W performance i malarstwie odwoływał się do prymarnych znaków kulturowych, filozoficznych i religijnych (krzyż łaciński, grecki, transformacje gwiazdy pięcioramiennej, krew, portret filozoficzny, autoportret) traktując je podmiotowo i jako symbol żywy, wskazując ich stałość tworzenia sensów w zmiennych kontekstach społeczno-politycznych. Autor licznych cykli obrazów, m.in. Nihilizm Intelektu (1981–1984), Somnambuliczny System Symboliczny (1985), Pikto-filozofowie (1985–1986), Vitcatius in Russia (1988–1989), Mandala źrenicy oka (1989), Nieśmiertelny Sztandar (1990), Step, śnieg, krew (1991–1994), September 11 (2001). W 2000 r. wskutek inspiracji Agnieszki Mikszty powołał, kontynuowany do dziś, cykl Unus Dolor- Odin [Ru]bol – Une Douleur – Jedna Dola – 11[Ywin] [T]errors – Max Stirner 1000 Euro – cykl wielkoformatowych obrazów nawiązujących do banknotów dolarowych, rubli, funtów, euro, złotych i in., w których poruszał tematykę totalitarnej władzy pieniądza reprezentowanej przez globalną ekonomię. W latach 1982–1989 działał z artystyczną grupą audiowizualną NAO Sternenhoch (muzyka postindustrialna). W 2010 r. historyczne obrazy grupy pokazane zostały na wystawie Pokolenie ‘80 w Muzeum Narodowym w Krakowie. 

## Kurator wystaw
- W 1985 r. był kuratorem wystawy zbiorowej i sympozjum Nihilizm-Tajemnica w Galerii Dziekanka w Warszawie.

- Od 1984 r. współpracował z duetem KwieKulik. W latach 1998–1999 był kuratorem trzech wystaw podsumowujących ich dorobek artystyczny (pierwsza miała miejsce w Galerii Bielskiej BWA w Bielsku-Białej).

- W 2001 r. był kuratorem pośmiertnej wystawy Andrzeja Partuma w Galerii Kordegarda w Warszawie, przeniesionej potem do Klubu Polskich Nieudaczników w Berlinie i Galerii Bielskiej BWA w Bielsku Białej.

- W latach 2004–2005 był kuratorem 3 wystaw indywidualnych Przemysława Kwieka (Galeria Kronika, Bytom, Galeria Bielska BWA, Bielsko-Biała, Muzeum Ziemi Lubuskiej, Zielona Góra).

- W latach 2007–2009 był inicjatorem 10 wystaw prekursorów polskiej neoawangardy artystycznej w Galerii Art New Media w Warszawie (Andrzej Lachowicz, Natalia LL, Jacek Malicki, Przemysław Kwiek, Paweł Kwiek, Krzysztof Zarębski, Andrzej Różycki, Leszek Przyjemski, Zbigniew Warpechowski, Teresa Murak).

- W 2014 r. był kuratorem historycznej wystawy zbiorowej Polscy radykalni performerzy w Galerii Bielskiej BWA w Bielsku-Białej.

## Wokalista rockowy
W latach 1999–2003 koncertował z grupą Hexer (Electro Body Music). W latach 2003–2005 koncertował z grupą MEMeticXpress (nazwę wymyśliła Barbara Konopka) znaną również jako Berlin-Lublin Express (nazwę wymyślił Jerzy Truszkowski). W latach 2010–2012 koncertował z grupą wizualno-dźwiękową Bromberg (którą założył w roku 1988 Piotr Różycki). W roku na otwarciu wystawy I Could Live In Africa miał miejsce w Muzeum Sztuki Nowoczesnej w Warszawie koncert-performance, który był reaktywacją grupy NAO Sternenhoch (Ireneusz "Bubo" Puchacz -gitara elektryczna, pomysł performance polegającego na zniszczeniu 2 gitar akustycznych, Zbigniew Libera - perkusja, Barbara Konopka - keyboard, laptop, Jerzy Truszkowski - bass).

## Dzieła w kolekcjach publicznych
Instytucje posiadające w kolekcji prace artysty: Galeria Bielska BWA, Muzeum Narodowe we Wrocławiu, Muzeum Okręgowe im. Leona Wyczółkowskiego w Bydgoszczy, Muzeum Ziemi Lubuskiej, Muzeum Caricyno w Moskwie, Muzeum Sztuki w Samarze, Państwowym Centrum Sztuki Współczesnej w Moskwie, Galerii Labirynt, WRO Art Center, Towarzystwo Zachęty Sztuk Pięknych we Wrocławiu, Muzeum Współczesne we Wrocławiu, Towarzystwo Zachęty Sztuk Pięknych w Lublinie, Towarzystwo Zachęty Sztuk Pięknych w Katowicach, Towarzystwo Zachęty Sztuk Pięknych w Szczecinie, Towarzystwo Zachęty Sztuk Pięknych w Olsztynie, Centrum Sztuki Współczesnej Zamek Ujazdowski w Warszawie.

## Wybrane wystawy indywidualne
- 1984 – Nihilizm Intelektu – Strych, Łódź; Pracownia Dziekanka, Warszawa
- 1985 – Nihilizm Intelektu albo Smycz Gnoseologiczna jako Bicz Na Metafizyków – BWA, Lublin
- 1985 – Histeria Filozofii – Galeria Stodoła, Warszawa
- 1986 – Piktozof Truszkowski – BWA, Lublin
- 1989 – Germania – Galeria Stodoła, Warszawa
- 1991 – krv – Galeria Laboratorium, Warszawa
- 1992 – Saint Sophia Cathedral – Atelier E.A.U Kobe
- 1994 – Utopos – Galeria Prowincjonalna, Słubice
- 1998 – Re- – Samara Art Museum, Samara
- 2000 – Szok dla systemu – Galeria Miejska Arsenał, Poznań
- 2000 – Proletariat – Galeria Klub Kisielice, Poznań
- 2000 – Progress & Prosperity – Galeria PKO BP, Poznań
- 2000 – Unus Dolor – Galeria Wozownia, Toruń
- 2000 – Ciało i tekst / Body & text – BWA, Zielona Góra
- 2001 – Pentagon Macroeconomics – Muzeum Ziemi Lubuskiej, Zielona Góra
- 2002 – Politicheskaya intoksikatziya / Political Intoxication – National Centre of Contemporary Art, Moskwa
- 2003 – Unus Dolor – CSW Kronika, Bytom; Zero Galerie, Berlin
- 2006 – Alle a action / Alle Menschen Brueder Werden – ILL Galeries, Berlin
- 2007 – RE-Unus Dolor – DESA Modern, Warszawa
- 2009 – YES, It Is Better To Own Banks Than To Rob Banks – Art+on, Warszawa
- 2014 – 69=1/SUKA, Galeria Piktogram, Warszawa

## Wybrane wystawy zbiorowe
- 1983 – Sztuka jest elektryczna – BWA, Lublin
- 2000 – L'Art Dans Le Mond 2000 – Pont Alexandre, Paryż
- 2001 – Body And The East – Exit Art/The First Word N.Y, Nowy Jork
- 2001 – Nomads – Samara Art Museum, Samara
- 2001 – Irreligia – Atelier 340 Muzeum Brussels, Bruksela
- 2001 – 4 x Kunst Aus Polen – Muzeum Junge Kunst, Frankfurt nad Odrą
- 2005 – Die Verdammte im Haus Schwarzenberg – Neurotitan Galerie, Haus Schwarzenberg, Berlin
- 2015–2016 – Z Głębi. Artyści Muzeum Śląskiemu – Muzeum Śląskie, Katowice

## Autor książek
- Re-, wyd. The Arsenal Gallery, Białystok, Samara Art Museum, Samara 1998
- Histeria filozofii, wyd. Galeria Miejska Arsenał, Poznań 2000
- Cykl Sztuka krytyczna w Polsce:
  - cz. 1 Kwiek.Kulik.KwieKulik 1967–1998, wyd. Galeria Miejska Arsenał, Poznań 1999
  - cz. 2 Poezja Instytucji Pozainstytucjonalnych, wyd. Instytut Sztuki Krytycznej Stowarzyszenia Artystów Sztuk Innych, Łomianki 1999
  - cz. 3 Andrzej Partum 1938–2002, wyd. Narodowa Galeria Sztuki Zachęta, Warszawa
- Artyści radykalni, wyd. Galeria Bielska BWA, Bielsko-Biała 2004
- Good-bye Berlin, wyd. Galerii Neurotitan, Haus Schwarzenberg, Berlin, Galeria Ars Nova, Łódź
- Post Partum Post Mortem. Artyści awangardowi w społeczeństwie socjalistycznym w Polsce 1968–1988, wyd. Galeria Bielska BWA, Bielsko-Biała

Po 1990 r. opublikował liczne artykuły i książki o sztuce współczesnej. W latach 2007–2010 jako Max Hexer publikował regularnie eseje w autorskim dziale "Awangarda wiecznie żywa" w miesięczniku papierowym "sztuka.pl", gdzie opublikował parę cover-stories nt. polskich artystek i artystów neoawangardowych (Zofia Kulik, Jacek Malicki, Adam Kalinowski, Leszek Przyjemski). W latach 2007–2014 w kwartalniku "artluk" publikował eseje w autorskim dziale "Sztuka i historia".
Obecnie jest zastępcą redaktora naczelnego do spraw organizacyjnych periodyku "artluk".